# Сандерс, Си Джей
Си Джей Са́ндерс (англ. C. J. Sanders; 18 сентября 1996, Гранада-Хиллз, Лос-Анджелес, Калифорния, США) — американский футбольный ресивер и бывший актёр.

## Биография и карьера
Си Джей Сандерс родился 18 сентября 1996 года в Гранада-Хиллзе (Лос-Анджелес, штат Калифорния, США) в семье бывшего футбольного ресивера Криса Сандерса и Стейси Харрис. Его отчим, Кори Харрис, бывший сэйфти, сыгравший в двенадцати сезонах NFL.
В 2004—2009 годы Си Джей сыграл в 10-ти фильмах и телесериалах. Сандерс наиболее известен по роли Энтони в 8-ми эпизодах последнего пятого сезона телесериала HBO «Клиент всегда мёртв». Также он сыграл Рэя Чарльза в детстве в фильме «Рэй».